# Chamaecyparis obtusa
Chamaecyparis obtusa, el falso ciprés hinoki, en japonés 檜 o 桧, hinoki, es una especie arbórea de la familia de las Cupresáceas, originaria del centro de Japón.

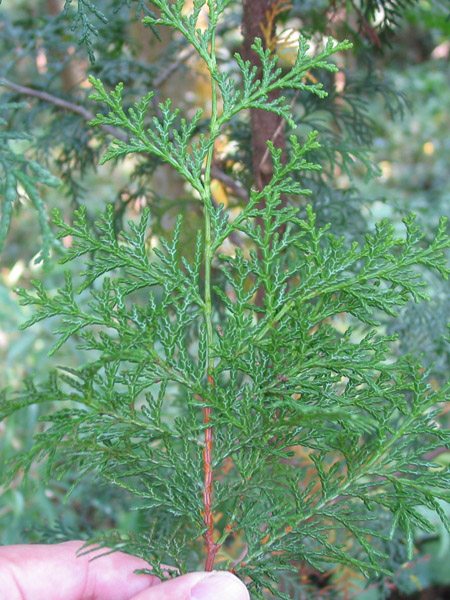
Follaje; por debajo mostrando líneas blancas de estomas.

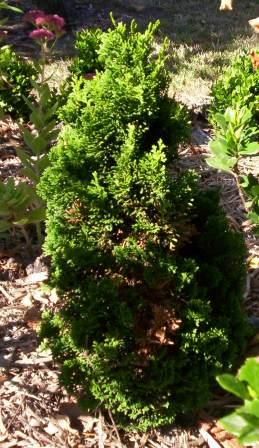
Chamaecyparis obtusa 'Nana Gracilis'

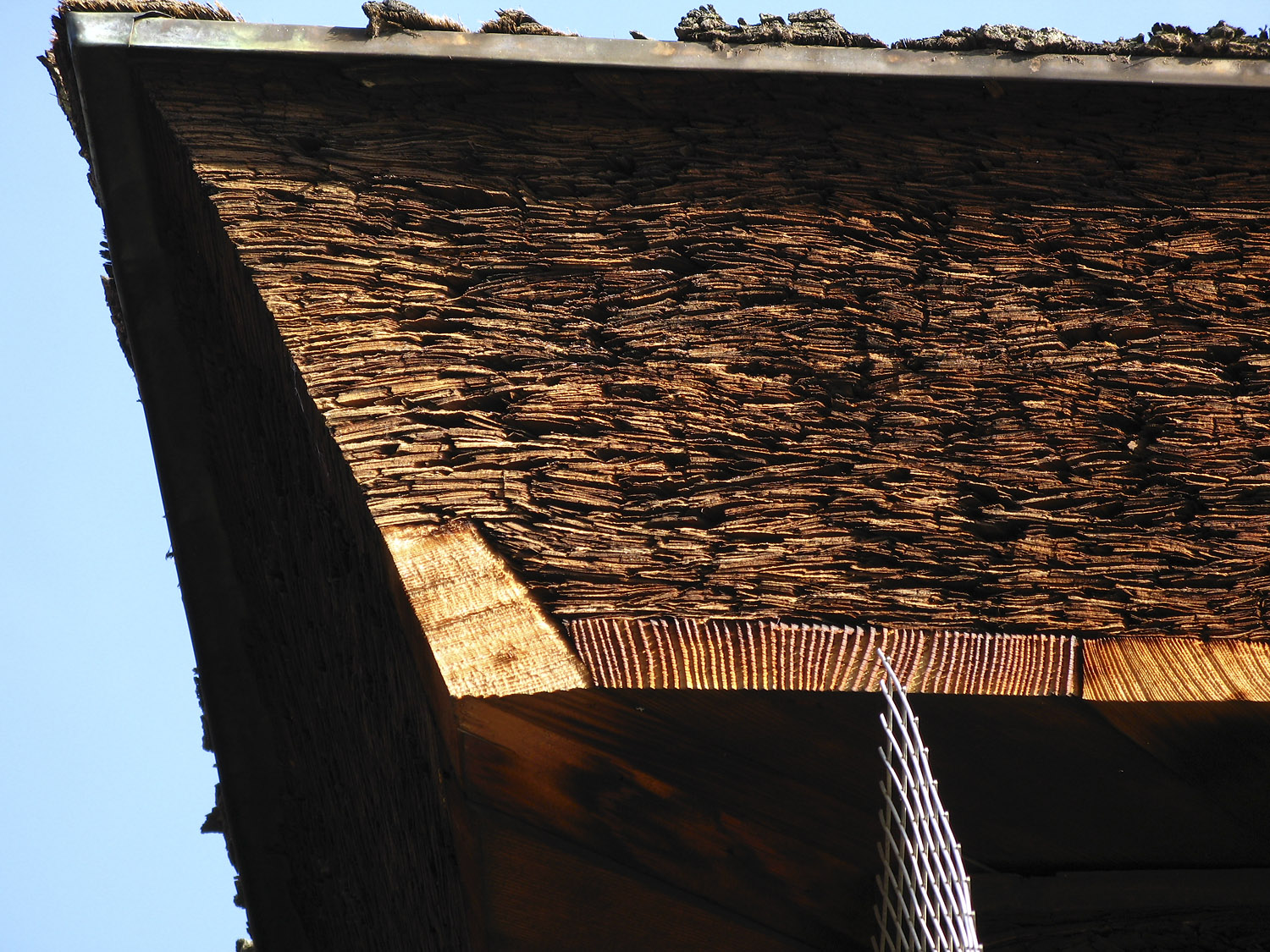
Este falso ciprés se usa como material de construcción en los tejados tradicionales como este en Tō-ji, Kioto.

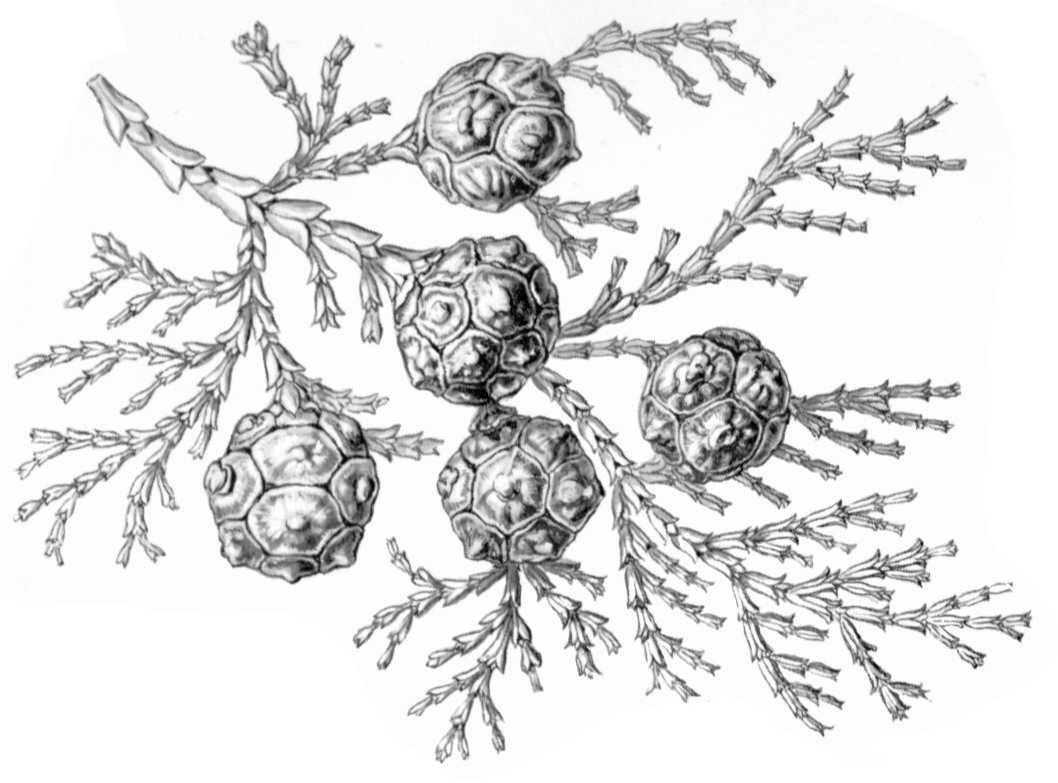
Ilustración

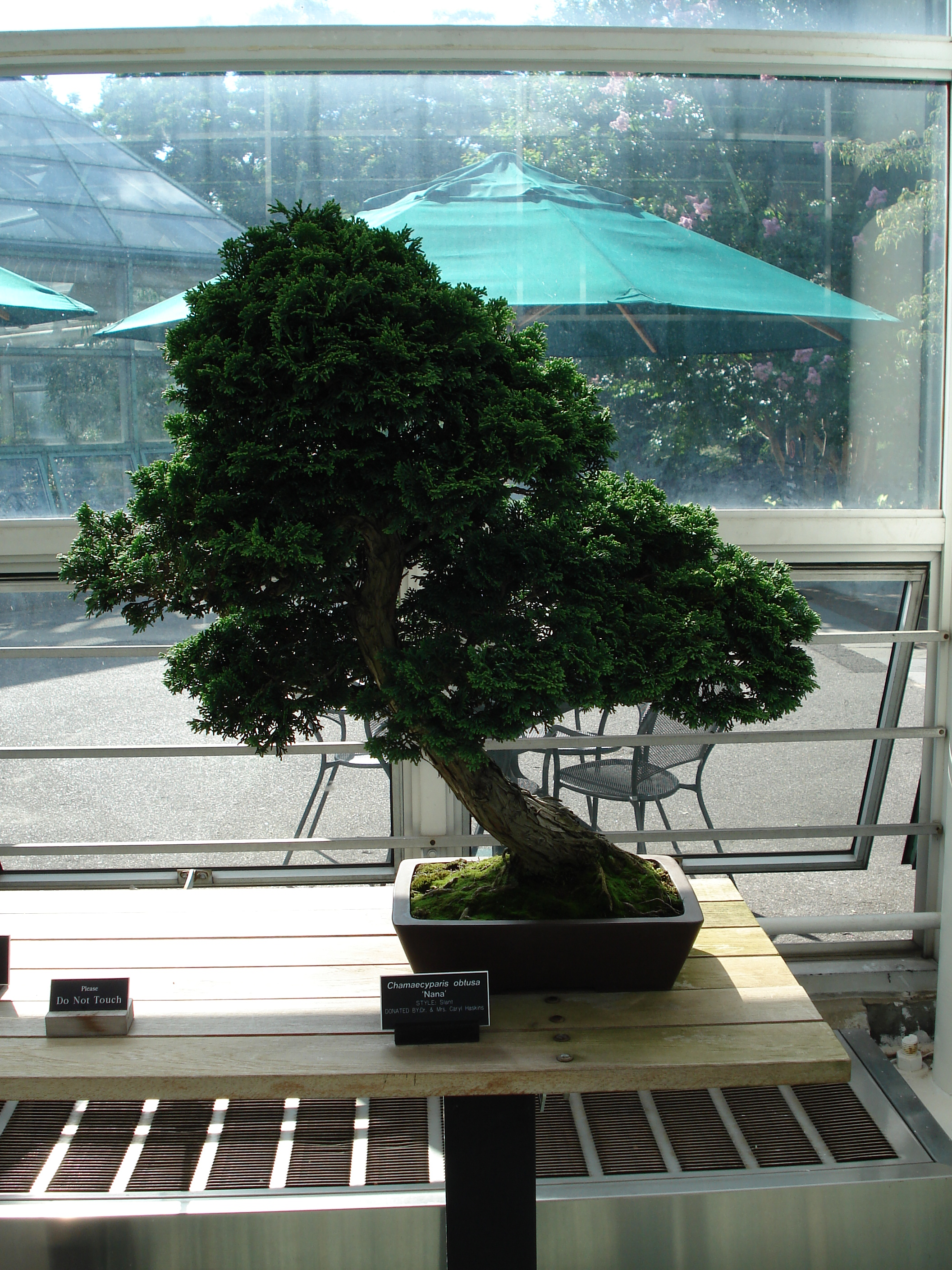
Bonsái

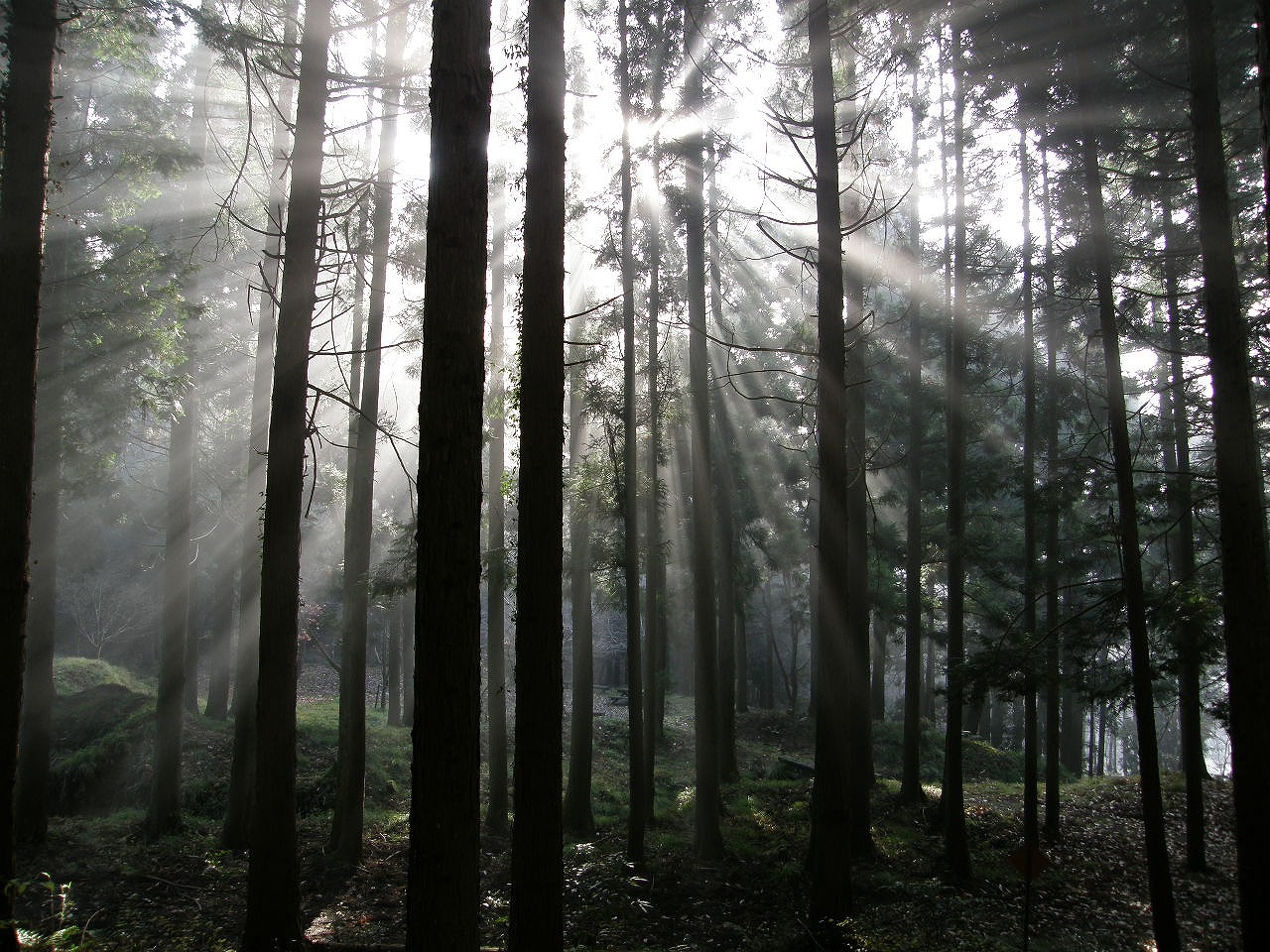
Falso ciprés hinoki

## Descripción
Es un árbol de crecimiento lento que alcanza 35 m de alto con un tronco de hasta 1 m de diámetro. La corteza es de color pardo rojizo oscuro. Las hojas son escamosas, 2-4 mm de largo, redondeadas en la punta (obtusas), verdes por encima, y verdes por debajo con una banda de estomas blancos en la base de cada hoja de escama. Los conos son globosos, 8-12 mm de diámetro, con 8-12 escamas colocadas en pares opuestos. La especie emparentada con ella, falso ciprés sawara (Chamaecyparis pisifera) puede fácilmente distinguirse por tener los ápices de las hojas apuntados y unos conos más pequeños.

Un falso ciprés parecido que se encuentra en Taiwán es tratado por diferentes botánicos como una variedad de esta especie (como Chamaecyparis obtusa var. formosana) o como una especie separada Chamaecyparis taiwanensis; difiere en que tiene conos menores (6-9 mm diámetro) con escamas menores y las hojas con un ápice mucho más agudo.

## Cultivo y usos
Se cultiva por su madera de muy alta calidad en Japón, donde se usa como material para construir palacios, templos, santuarios, teatros noh tradicionales, baños, palas de tenis de mesa y masu. La madera tiene aroma a limón, de un color pardo rosado claro, con un grano rico y derecho y es muy resistente a la podredumbre.
Por ejemplo, el templo de Horyuji y el castillo de Osaka se construyeron con madera de hinoki. El falso ciprés hinoki que crece en Kiso, usado para construir el santuario de Ise, se llama 御神木 Go-Shin-boku "el árbol donde estuvo dios".
Es también un popular árbol ornamental en parques y jardines, tanto en Japón como en otros lugares de clima templado incluyendo Europa occidental y partes de Norteamérica. Un gran número de cultivares han sido seleccionados para plantar en los jardines, incluyendo formas enanas, formas con hojas amarillas y formas con follaje denso. También se cultiva a menudo como bonsái.
El polen de hinoki, como el de sugi, es una de las causas principales de rinitis alérgica en Japón.

### Variedades de cultivo
Se han seleccionado más de 200 Variedades de cultivo, de tamaño variado entre árboles tan grandes como las especies silvestres hasta las plantas enanas de crecimiento muy lento por debajo de los 30 cm de alto. Unos pocos de los más conocidos son:
- 'Crippsii' tiene una coronación verde dorada cónica y amplia con una rama apical vigorosa, que crece hasta 15–20 m de alto o más.
- 'Flabelliformis' es una variedad enana con hojas verde claro.
- 'Kosteri' es una variedad enana con follaje verde manzana.
- 'Lycopodioides' alcanza hasta 19 m de alto, con un follaje algo fasciado.
- 'Minima' por debajo de 10 cm después de 20 años con follaje de verde medio.
- 'Nana Aurea' tiene puntas doradas en los racimos y un tono bronceado en otoño.
- 'Nana Gracilis' tiene racimos densos de pequeñas ramas que producen efectos ricamente texturados; a menudo se le cita como una forma enana pero ha alcanzado los 11 m de alto en cultivo en Gran Bretaña.
- 'Nana Lutea' Una selección compacta, de crecimiento lento amarillo dorado que se ha hecho muy popular. Una opción amarilla a 'Nana gracilis'.
- 'Spiralis' un árbol enano recto y rígido.
- 'Tempelhof' que crece hasta 2–4 metros tiene follaje amarillo verdoso que se vuelve bronce en invierno.
- 'Tetragona Aurea' crece hasta alrededor de 18 m de alto, con una coronación estrecha y un ramaje irregular, las hojas escamosas en 4 filas iguales y ramillas típicamente coronadas, verde y dorado.

## Taxonomía
Chamaecyparis obtusa fue descrita por (Siebold & Zucc.) Endl. y publicado en Synopsis Coniferarum 63. 1847.
Etimología
Chamaecyparis: nombre genérico que deriva de las palabras griegas: khamai, que significa "terreno", y kuparissos por "ciprés".
obtusa: epíteto latíno que significa "romo".
Variedad aceptada
- Chamaecyparis obtusa var. formosana (Hayata) Hayata

Sinonimia
- Chamaecyparis acuta Beissn.
- Chamaecyparis andelyensis Gordon
- Chamaecyparis breviramea Maxim.
- Chamaecyparis keteleri Standish ex Parl.
- Chamaecyparis lycopodioides (Gordon) Sénécl.
- Chamaecyparis pendula Maxim.
- Chamaecyparis tsatsumi (Slavin) Slavin
- Chamaepeuce obtusa (Siebold & Zucc.) Zucc. ex Gordon
- Cupressus acuta Lavallée
- Cupressus breviramea (Maxim.) F.Muell.
- Cupressus pendens F.Muell.
- Juniperus sanderi Mast.
- Retinispora filicoides (Hartw. & Rümpler) Veitch ex Gordon
- Retinispora fusinoki Zucc. ex Gordon
- Retinispora lycopodioides Gordon
- Retinispora monstrosa Carrière
- Retinispora obtusa Siebold & Zucc.
- Retinispora sanderi (Mast.) Sander
- Retinispora tetragona R.Sm.
- Shishindenia ericoides (Boehm. ex Beissn.) Makino ex Koidz.
- Thuja obtusa (Siebold & Zucc.) Mast.[10]